# Zelah
Zelah – wieś w Anglii, w Kornwalii. Leży 40 km na północny wschód od miasta Penzance i 372 km na zachód od Londynu.